# Конечнопорождённая абелева группа
Конечнопорождённая абелева группа — абелева группа, заданная конечной системой образующих, то есть такая коммутативная группа {\displaystyle (G,+)}, для которой существует конечный набор {\displaystyle x_{1},\dots ,x_{s}\in G}, такой что {\displaystyle \forall x\in G} существует представление:
{\displaystyle x=n_{1}x_{1}+n_{2}x_{2}+\dots +n_{s}x_{s}},
где {\displaystyle n_{1},\dots ,n_{s}} — целые числа.
Конечнопорождённые абелевы группы имеют сравнительно простую структуру и могут быть полностью классифицированы, возможность свести к ним рассмотрение тех или иных объектов считается ценной. Примеры — целые числа {\displaystyle (\mathbb {Z} ,+)} и числа по модулю {\displaystyle (\mathbb {Z} _{n},+)}, любая прямая сумма конечного числа конечнопорождённых абелевых групп также является конечнопорождённой абелевой группой. Согласно теореме о классификации, других (с точностью до изоморфизма) конечнопорождённых абелевых групп нет. Например, группа {\displaystyle (\mathbb {Q} ,+)} рациональных чисел не является конечнопорожденной: если бы существовала порождающая система {\displaystyle x_{1},\dots ,x_{s}\in \mathbb {Q} }, то достаточно было бы взять натуральное число {\displaystyle w}, взаимно простое со всеми знаменателями чисел из системы, чтобы получить {\displaystyle 1/w}, не порождаемое системой {\displaystyle \{x_{1},\dots ,x_{s}\}}.

## Классификация
Теорема о классификации конечнопорожденных абелевых групп (являющаяся частным случаем классификации конечнопорожденных модулей над областью главных идеалов) утверждает, что любая конечнопорождённая абелева группа {\displaystyle G} изоморфна прямой сумме простых циклических групп и бесконечных циклических групп, где простая циклическая группа — это такая циклическая группа, чей порядок является степенью простого числа. Что значит, что каждая такая группа изоморфна группе вида:
{\displaystyle \mathbb {Z} ^{n}\oplus \mathbb {Z} _{m_{1}}\oplus \dots \oplus \mathbb {Z} _{m_{t}}},
где {\displaystyle n\geqslant 0}, и числа {\displaystyle m_{1},\dots ,m_{t}} являются (не обязательно различными) степенями простых чисел. Значения {\displaystyle n,m_{1},\dots ,m_{t}} однозначно определены (с точностью до порядка) группой {\displaystyle G}, в частности, {\displaystyle G} конечна тогда и только тогда, когда {\displaystyle n=0}.
На основании того факта что {\displaystyle G_{m}} будет изоморфно произведению {\displaystyle G_{j}} и {\displaystyle G_{k}} тогда и только тогда, когда {\displaystyle j} и {\displaystyle k} взаимно просты и {\displaystyle m=jk}, мы также можем представить любую конечнопорождённую группу {\displaystyle G} в форме прямой суммы
{\displaystyle \mathbb {Z} ^{n}\oplus \mathbb {Z} _{k_{1}}\oplus \dots \oplus \mathbb {Z} _{k_{u}}},
где {\displaystyle k_{1}} делит {\displaystyle k_{2}}, который делит {\displaystyle k_{3}} и так далее до {\displaystyle k_{u}}. И снова, числа {\displaystyle n} и {\displaystyle k_{1},\dots ,k_{u}} однозначно заданы группой {\displaystyle G}.